# تپه قر و گور
تپه قر و گور در شهرستان خرم‌آباد، بخش چغلوندی، دهستان بیرانوند جنوبی، روستای نمکلان علیا واقع شده و این اثر در تاریخ ۲۸ اسفند ۱۳۸۵ با شمارهٔ ثبت ۱۸۵۶۴ به‌عنوان یکی از آثار ملی ایران به ثبت رسیده است.